# Las Pòrtas
Las Pòrtas (italià Porte) és un municipi italià, situat a la ciutat metropolitana de Torí, a la regió del Piemont. L'any 2007 tenia 921 habitants. Està situat a la Vall Chisone, una de les Valls Occitanes. Forma part de la Comunitat Muntanyenca Vall Chisone i Vall Germanasca. Limita amb els municipis de Pinerolo, San Germano Chisone, San Pietro Val Lemina, San Secondo di Pinerolo i Villar Perosa.

## Administració
| Període | Identitat    | Partit        |
| ------- | ------------ | ------------- |
| 2004-   | Laura Zoggia | Llista cívica |